# Garnet Crow
I Garnet Crow sono stati un gruppo pop/rock giapponese, attivo dal 1999 al 2013.
Il gruppo ha interpretato sigle di anime quali Golgo 13 (Yume no hitotsu) e Detective Conan.

## Formazione
- Yuri Nakamura - voce, composizione musicista
- Hitoshi Okamoto - chitarra
- Nana Azuki - tastiere, testi
- Hirohito Furui - tastiere, arrangiamenti